# Marusziwka
Marusziwka (ukr. Марушівка) – wieś na Ukrainie, w obwodzie żytomierskim, w rejonie nowogrodzkim. W 2001 roku liczyła 231 mieszkańców.